# Johann Hinrich Pratje

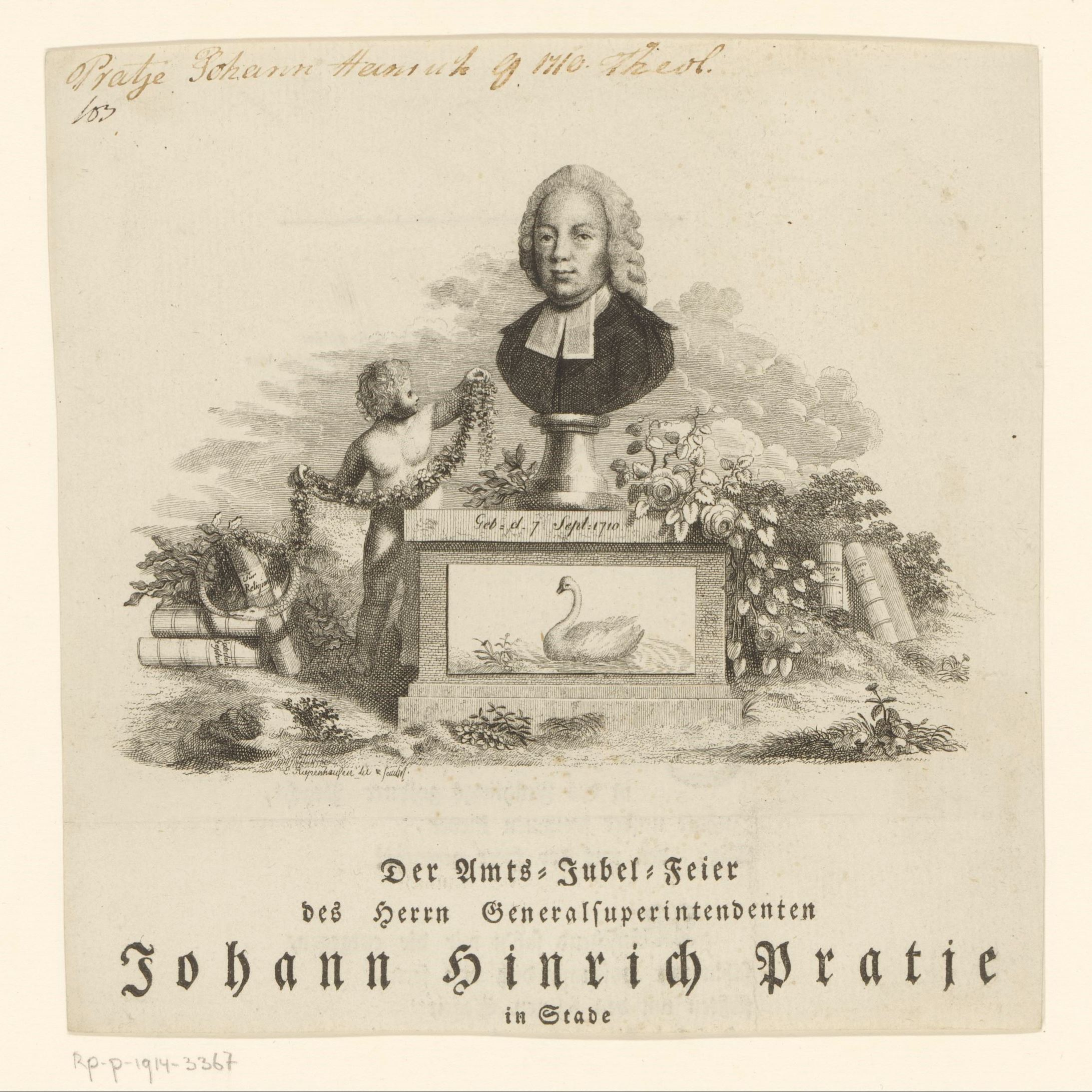
Johann Hinrich Pratje

Johann Hinrich Pratje (* 17. September 1710 in Horneburg; † 1. Februar 1791 in Stade) war Generalsuperintendent der Herzogtümer Bremen und Verden und Historiker.

## Leben
Johann Hinrich Pratje wurde 1710 als Sohn eines Brauers geboren. Dieser konnte ihm nur ein kurzes Studium finanzieren, das Pratje an der Universität Helmstedt absolvierte. Er besuchte dort Vorlesungen des Kirchenhistorikers Johann Lorenz von Mosheim und belegte Vorlesungen über Philosophie und Geschichte, in denen er die Bedeutung intensiven Quellenstudiums kennenlernte.
Schon im Alter von 23 Jahren wurde er auf eine Pfarrstelle in seinem Heimatort Horneburg berufen, 1743 ins Pfarramt in Stade, wo er zweiter Pastor zu St. Wilhadi wurde. 1746 wurde er Konsistorialrat, 1749 dann zum Generalsuperintendenten der Herzogtümer Bremen und Verden berufen.
Seit Antritt der Pfarrstelle lassen sich erste historische Studien Pratjes nachweisen, er veröffentlichte zunächst aber theologische Schriften. Dabei wird er zu den Vertretern der Übergangstheologie gezählt, die sich noch nicht aus dem Rahmen der hergebrachten Orthodoxie verabschiedeten, die aber in der Zeit der Aufklärung einer stärkeren Rationalisierung der Glaubenslehre den Weg bereiteten.
Später gab er eine eigene historische Zeitschrift heraus, die er aber nach Ausbruch des Siebenjährigen Krieges wieder einstellen musste. 1769 begann er seine Zeitschrift „Altes und Neues aus den Herzogthümern Bremen und Verden“ herauszubringen. In dieser wurden Beiträge zur Landesgeschichte und Quellentexte gebracht. Dabei kam ihm seine Position als Generalsuperintendent zugute, da er in dieser Position Zugriff auf Originalurkunden in Regierungs- und Kirchenarchiven hatte, die er so für seine Arbeiten nutzen konnte. Auch nutzte er die Generalkirchenvisitationen, die er alle sieben Jahre durchführen musste, um Quellen zu sichten und sich vor Ort ein Bild zu machen. Dafür, dass seine historischen Studien fast nur Materialsammlungen und keine beschreibende Landesgeschichte darstellten, musste Pratje zu seiner Zeit teils heftige Kritik einstecken. Heute aber zeigen sie sich als äußerst nützlich, da viele Originalquellen verloren gegangen sind und sich nur in Pratjes Arbeiten erhalten haben.

## Schriften
- Clericus Unius Uxoris Maritus. Dissertatio Epistolica, Qua In Sensum Verborum D. Pauli (…) I Tim. III. V. 2. Et 12. Tit. I. v. 6. Erbrich, Stade 1752 (Digitalisat der Sächsischen Landesbibliothek Dresden).
- Panis ex lapidibvs. Dissertatio epistolica, qva visitatio generalis circvlorvm wvrsatici et Bederkesani et synodi, in dioecesibvs palaeogaea et Beverstetensi habendae, indicvntur. Erbrich, Stade 1753 (Digitalisat der Staats- und Universitätsbibliothek Bremen).
- Nachrichten von dem adlichen Jungfrauenkloster Neuenwalde Herzogthums Bremen. Samt einer Anzeige der Generalkirchenvisitation in der Neuhäusischen Probstey, und Synoden in dem Beverstedter und Osterstadischen Kirchenkreise. Erbrich, Stade 1758 (Digitalisat der Staatsbibliothek zu Berlin).
- Brem- und Verdische Catechismus-Geschichte. Erbrich, Stade 1762 (Digitalisat der Staats- und Universitätsbibliothek Bremen).
- Kurzgefaßter Versuch einer Verdenschen Schulgeschichte. Friedrich, Stade 1764 (Digitalisat der Staats- und Universitätsbibliothek Bremen).
- Kurzgefaßter Versuch einer Buxtehudischen Schulgeschichte. Friedrich, Stade 1765 (Digitalisat der Staats- und Universitätsbibliothek Bremen).
- Kurzgefaßter Versuch einer Stadischen Schulgeschichte. Friedrich, Stade 1766–1769 (Digitalisat der Staats- und Universitätsbibliothek Bremen).
- (Herausgeber): Altes und Neues aus den Herzogthümern Bremen und Verden. 12 Bde. Friedrichs, Stade 1769–1781 (Digitalisat der Staats- und Universitätsbibliothek Bremen).
- Kurzgefaßter Versuch einer Geschichte der Schule und des Athenäi bey dem Königlichen Dom zu Bremen. Königl. Privilegirte Buchdruckerey, Stade 1771–1774 (Digitalisat der Staats- und Universitätsbibliothek Bremen).